# Großer Preis von Kanada 1997
Der Große Preis von Kanada 1997 (offiziell XXXV Grand Prix Players du Canada) fand am 15. Juni auf dem Circuit Gilles Villeneuve in Montreal statt und war das siebte Rennen der Formel-1-Weltmeisterschaft 1997. Das Rennen war für 69 Runden angesetzt, aber nach 54 Runden abgebrochen. Der Grund war ein schwerer Unfall von Olivier Panis, indessen Folge er sich beide Beine brach. Glücklicherweise konnte der Franzose schon nach sieben verpassten Rennen wieder bei einem Rennen teilnehmen. Beim Großen Preis von Luxemburg erreichte er gleich wieder eine Position in den Punkten, an seine besten Leistungen konnte er aber nie wieder anknüpfen.

## Bericht

### Hintergrund
Nach dem Großen Preis von Spanien führte Jacques Villeneuve in der Fahrerwertung mit drei Punkten vor Michael Schumacher und mit 15 Punkten vor Panis. In der Konstrukteurswertung führte Ferrari mit einem Punkt vor Williams-Renault und mit 20 Punkten vor McLaren-Mercedes.
An diesem Wochenende ersetzte der Österreicher Alexander Wurz seinen Landsmann Gerhard Berger bei Benetton, da dieser aufgrund einer schmerzhaften Kieferhöhlenentzündung für drei Rennen pausieren musste. Später kam noch hinzu, dass Bergers Vater bei einem Flugzeugabsturz ums Leben kam, und er einige Zeit für sich brauchte.
Vor dem Rennwochenende wurden mit den Teams und Fahrern über neue Regeln für die nächste Saison gesprochen. So äußerte sich unter anderem McLaren dazu, dass man die Wagen schmäler machen muss. Der Plan, ab 1998 Rillenreifen zu verwenden, erzürnte Villeneuve sehr. Zu einem Journalisten bezeichnete er die Formel 1 als sterbende Rennserie, wenn sie diese – seiner Meinung nach – unnötigen Regeländerungen durchziehen. Aufgrund seiner Wortwahl wurde er am Mittwoch vor dem Rennwochenende von der FIA nach Paris zitiert, wo er eine erste offizielle Verwarnung bekam.
Das Benetton-Team reiste mit vielen Modifikationen an. So wurde ein neues Differential, neue Stoßdämpfer, ein neuer Unterboden und neue Aerodynamikteile eingebaut.
Mit Damon Hill, Jean Alesi und Michael Schumacher (jeweils einmal) traten drei ehemalige Sieger zu diesem Grand Prix an.

### Training
Vor dem Rennen fanden zwei Trainingseinheiten statt: Die erste am Freitagmorgen und die zweite am Samstagmorgen.
Beim ersten freien Training am Freitag war Heinz-Harald Frentzen der Schnellste mit 1:20,289 Minuten, dahinter folgten Giancarlo Fisichella sowie Villeneuve.
Der Neuling Wurz konnte mit Platz elf und einer Zeit von 1:21,315 Minuten überraschen, so konnte er die beiden McLaren-Piloten Mika Häkkinen und David Coulthard hinter sich lassen.
Während des Trainings quälten Villeneuve Probleme mit seinen Stoßdämpfern, welche später auch komplett versagten, aber zu keinem Unfall führten. Fisichella musste wegen Geschwindigkeitsübertretung in der Box 5.000 Dollar Strafe zahlen.
Im zweiten freien Training am Samstag war dann Michael Schumacher der Schnellste vor Panis und Alesi.

### Qualifying
Überraschend konnte sich Michael Schumacher die Pole-Position sichern, mit 13 Tausendstel musste sich Villeneuve geschlagen geben. Dahinter folgten Rubens Barrichello, Frentzen und Coulthard.

### Warm-Up
Zu den Stoßdämpferproblemen vom Freitag gesellten sich bei Villeneuve Probleme mit dem Motor. Zwar konnte er gestartet werden, jedoch konnte nicht garantiert werden, dass er das Rennen überstehen würde. Die schnellste Zeit sicherte sich Panis.

### Rennen

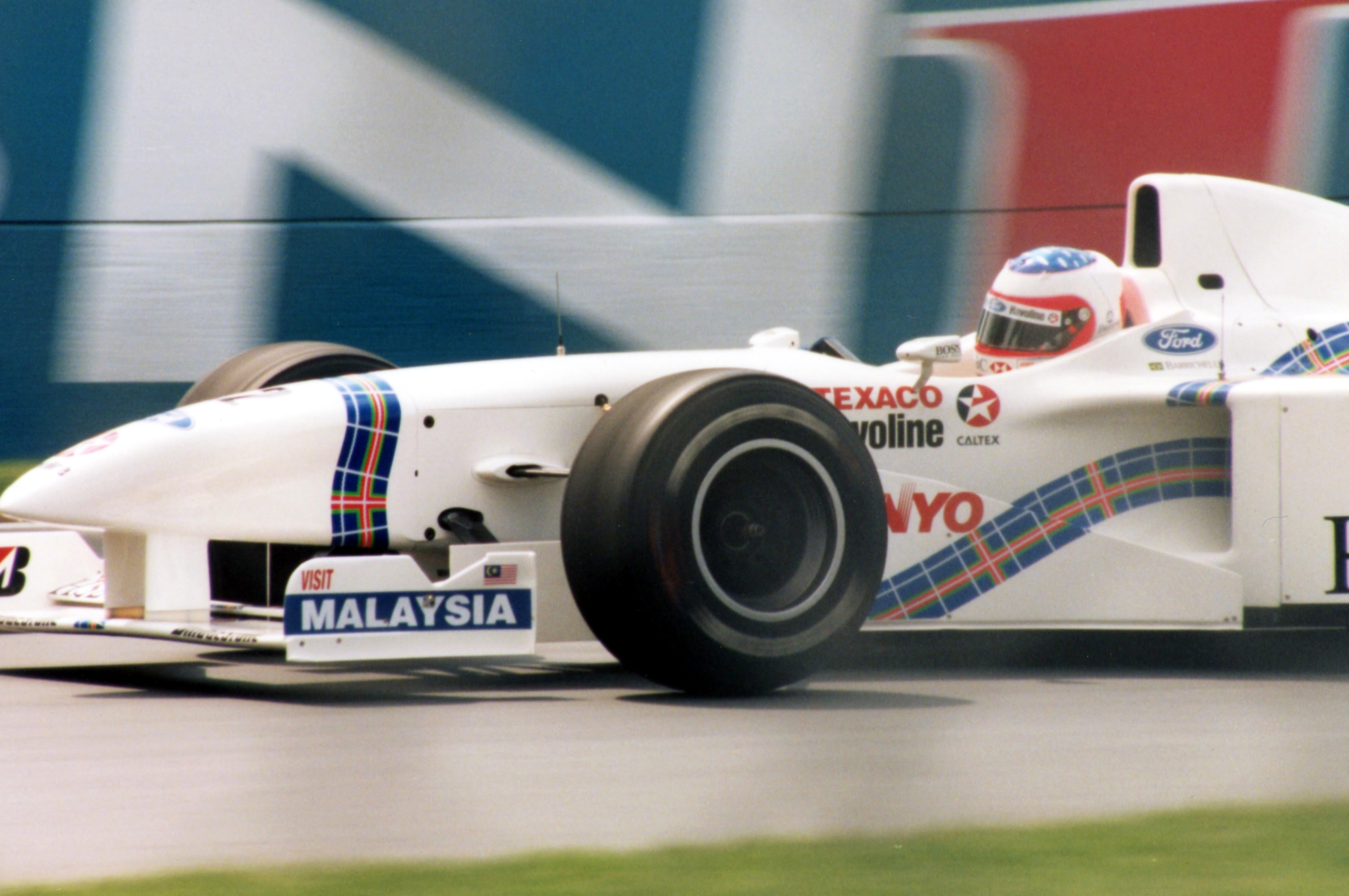
Rubens Barrichello auf dem Weg zur Startaufstellung.

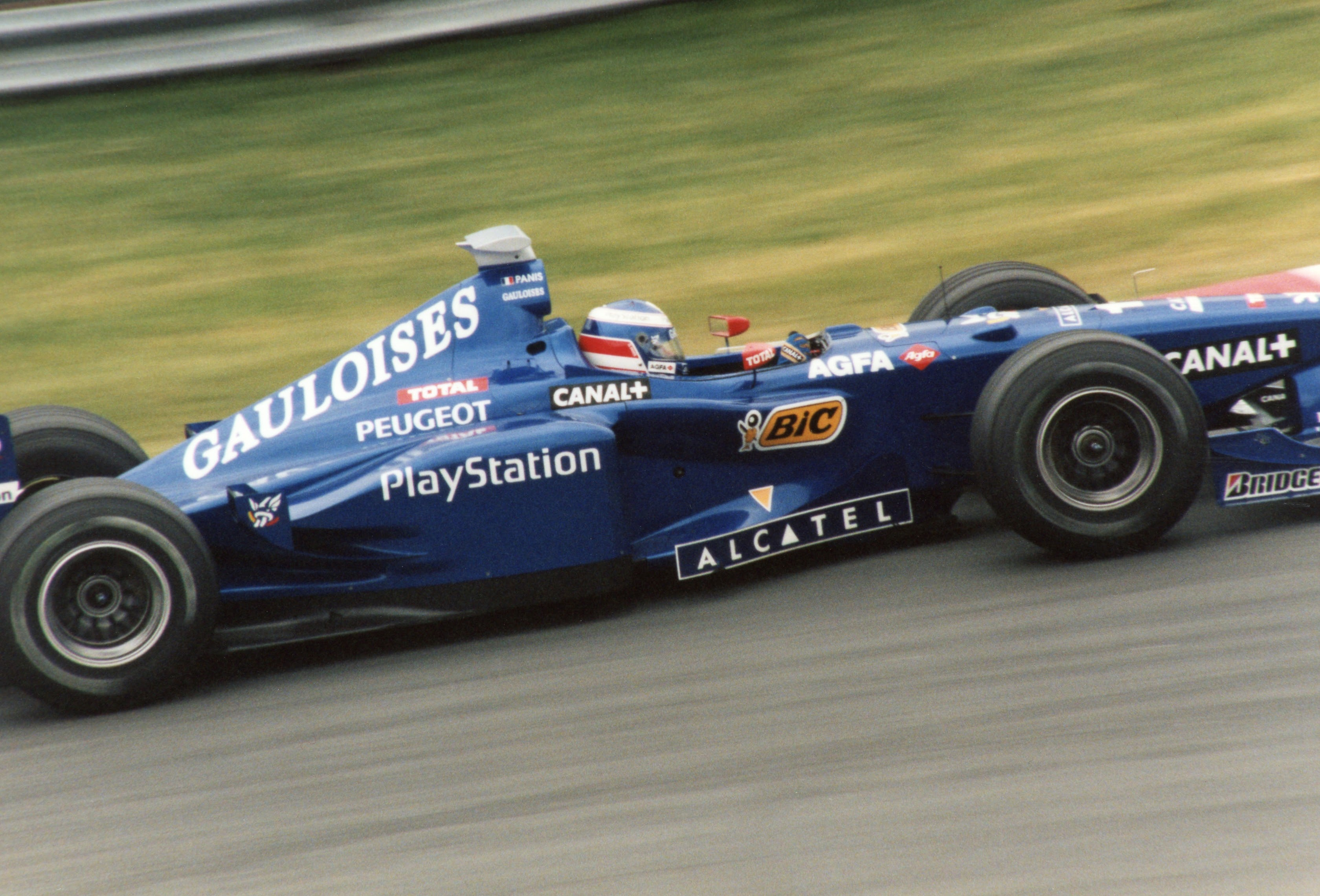
Olivier Panis (hier ein Jahr später) brach sich bei diesem Rennen beide Beine.

Beim Start krachte Panis in das Heck des McLarens von Häkkinen, wodurch der Finne mit defektem Heckflügel aufgeben musste. Weiter kollidierten noch Shinji Nakano und Jan Magnussen, wodurch der Däne aufgeben musste, während Nakano am Ende sich sogar über eine Punkteplatzierung freuen konnte.
Das Rennen war geprägt von vielen Defekten, so schieden Barrichello, Wurz sowie Jos Verstappen mit Getriebeschäden, Jarno Trulli und Mika Salo mit Motorschäden aus.
In der 53. Runde verlor Panis in Kurve 7, nach der Pont de la Concorde, infolge eines technischen Defektes die Kontrolle über seinen Boliden und krachte beinahe mit Vollgas in die Reifenstapel. Der Aufprallwinkel war dabei so unglücklich, dass das Auto sich in den Reifenstapel verkantete und Panis sich beide Beine brach, das rechte Bein sogar zweimal, womit er die Hälfte der Saison außer Gefecht war. Bei dem  Unfall brach sogar die Überlebenszelle, die bei Crashtests Aufprallen mit 400 km/h standgehalten hatte. Alain Prost, der Teamchef, meinte, die Unfallursache liege entweder beim Start, als jemand Panis ins Heck fuhr, oder in Runde 46, als Panis die Leitplanken touchierte, aber weiterfahren konnte.
Das Rennen wurde mit Runde 54 beendet. Coulthard lag lange Zeit in Führung, musste jedoch in Runde 53 mit Kupplungsproblemen in die Box, wo er eine volle Runde verlor. Dadurch fiel er bis auf Platz sieben zurück und damit sogar noch aus den Punkten. So konnte Michael Schumacher vor Alesi und Fisichella gewinnen.
Coulthard sicherte sich allerdings mit 1:19,635 Minuten die schnellste Runde.
In der Fahrerwertung übernahm Michael Schumacher wieder die Führung vor Villeneuve. Panis blieb Dritter. In der Konstrukteurswertung blieb Ferrari vor Williams-Renault, Dritter war nun Benetton-Renault.

## Meldeliste
| Team                        | Nr. | Fahrer                | Chassis        | Motor                 | Reifen |
| --------------------------- | --- | --------------------- | -------------- | --------------------- | ------ |
| Danka Arrows Yamaha         | 01  | Damon Hill            | Arrows A18     | Yamaha 3.0 V10        | B      |
| Danka Arrows Yamaha         | 02  | Pedro Diniz           | Arrows A18     | Yamaha 3.0 V10        | B      |
| Rothmans Williams Renault   | 03  | Jacques Villeneuve    | Williams FW19  | Renault 3.0 V10       | G      |
| Rothmans Williams Renault   | 04  | Heinz-Harald Frentzen | Williams FW19  | Renault 3.0 V10       | G      |
| Scuderia Ferrari Marlboro   | 05  | Michael Schumacher    | Ferrari F310B  | Ferrari 3.0 V10       | G      |
| Scuderia Ferrari Marlboro   | 06  | Eddie Irvine          | Ferrari F310B  | Ferrari 3.0 V10       | G      |
| Mild Seven Benetton Renault | 07  | Jean Alesi            | Benetton B197  | Renault 3.0 V10       | G      |
| Mild Seven Benetton Renault | 08  | Alexander Wurz        | Benetton B197  | Renault 3.0 V10       | G      |
| West McLaren Mercedes       | 09  | Mika Häkkinen         | McLaren MP4/12 | Mercedes-Benz 3.0 V10 | G      |
| West McLaren Mercedes       | 10  | David Coulthard       | McLaren MP4/12 | Mercedes-Benz 3.0 V10 | G      |
| B&H Total Jordan Peugeot    | 11  | Ralf Schumacher       | Jordan 197     | Peugeot 3.0 V10       | G      |
| B&H Total Jordan Peugeot    | 12  | Giancarlo Fisichella  | Jordan 197     | Peugeot 3.0 V10       | G      |
| Prost Gauloises Peugeot     | 14  | Olivier Panis         | Prost JS45     | Mugen-Honda 3.0 V10   | B      |
| Prost Gauloises Peugeot     | 15  | Shinji Nakano         | Prost JS45     | Mugen-Honda 3.0 V10   | B      |
| Red Bull Sauber Petronas    | 16  | Johnny Herbert        | Sauber C16     | Petronas 3.0 V10      | G      |
| Red Bull Sauber Petronas    | 17  | Gianni Morbidelli     | Sauber C16     | Petronas 3.0 V10      | G      |
| Tyrrell                     | 18  | Jos Verstappen        | Tyrrell 025    | Ford ED5 3.0 V8       | G      |
| Tyrrell                     | 19  | Mika Salo             | Tyrrell 025    | Ford ED5 3.0 V8       | G      |
| Minardi Team                | 20  | Ukyō Katayama         | Minardi M197   | Hart 3.0 V8           | B      |
| Minardi Team                | 21  | Jarno Trulli          | Minardi M197   | Hart 3.0 V8           | B      |
| Stewart Ford                | 22  | Rubens Barrichello    | Stewart SF01   | Ford Zetec-R 3.0 V10  | B      |
| Stewart Ford                | 23  | Jan Magnussen         | Stewart SF01   | Ford Zetec-R 3.0 V10  | B      |

## Klassifikation

### Qualifying
| Pos.                                                                       | Fahrer                | Konstrukteur      | Zeit     | Start |
| -------------------------------------------------------------------------- | --------------------- | ----------------- | -------- | ----- |
| 01                                                                         | Michael Schumacher    | Ferrari           | 1:18,095 | 01    |
| 02                                                                         | Jacques Villeneuve    | Williams-Renault  | 1:18,108 | 02    |
| 03                                                                         | Rubens Barrichello    | Stewart-Ford      | 1:18,388 | 03    |
| 04                                                                         | Heinz-Harald Frentzen | Williams-Renault  | 1:18,464 | 04    |
| 05                                                                         | David Coulthard       | McLaren-Mercedes  | 1:18,466 | 05    |
| 06                                                                         | Giancarlo Fisichella  | Jordan-Peugeot    | 1:18,750 | 06    |
| 07                                                                         | Ralf Schumacher       | Jordan-Peugeot    | 1:18,869 | 07    |
| 08                                                                         | Jean Alesi            | Benetton-Renault  | 1:18,899 | 08    |
| 09                                                                         | Mika Häkkinen         | McLaren-Mercedes  | 1:18,916 | 09    |
| 10                                                                         | Olivier Panis         | Prost-Mugen-Honda | 1:19,034 | 10    |
| 11                                                                         | Alexander Wurz        | Benetton-Renault  | 1:19,286 | 11    |
| 12                                                                         | Eddie Irvine          | Ferrari           | 1:19,503 | 12    |
| 13                                                                         | Johnny Herbert        | Sauber-Petronas   | 1:19,622 | 13    |
| 14                                                                         | Jos Verstappen        | Tyrrell-Ford      | 1:20,102 | 14    |
| 15                                                                         | Damon Hill            | Arrows-Yamaha     | 1:20,129 | 15    |
| 16                                                                         | Pedro Diniz           | Arrows-Yamaha     | 1:20,175 | 16    |
| 17                                                                         | Mika Salo             | Tyrrell-Ford      | 1:20,336 | 17    |
| 18                                                                         | Gianni Morbidelli     | Sauber-Petronas   | 1:20,357 | 18    |
| 19                                                                         | Shinji Nakano         | Prost-Mugen-Honda | 1:20,370 | 19    |
| 20                                                                         | Jarno Trulli          | Minardi-Hart      | 1:20,370 | 20    |
| 21                                                                         | Jan Magnussen         | Stewart-Ford      | 1:20,491 | 21    |
| 22                                                                         | Ukyō Katayama         | Minardi-Hart      | 1:21,034 | 22    |
| 107-Prozent-Zeit: 1:23,562 min (bezogen auf die Bestzeit von 1:18,095 min) |                       |                   |          |       |

### Rennen
| Pos. | Fahrer                | Konstrukteur      | Runden | Stopps | Zeit        | Start | Schnellste Runde |
| ---- | --------------------- | ----------------- | ------ | ------ | ----------- | ----- | ---------------- |
| 01   | Michael Schumacher    | Ferrari           | 54     | 3      | 1:17:40,646 | 01    | 1:20,171 (27.)   |
| 02   | Jean Alesi            | Benetton-Renault  | 54     | 2      | + 2,565     | 08    | 1:20,679 (50.)   |
| 03   | Giancarlo Fisichella  | Jordan-Peugeot    | 54     | 2      | + 3,219     | 06    | 1:21,013 (27.)   |
| 04   | Heinz-Harald Frentzen | Williams-Renault  | 54     | 3      | + 3,768     | 04    | 1:19,997 (49.)   |
| 05   | Johnny Herbert        | Sauber-Petronas   | 54     | 2      | + 4,716     | 13    | 1:20,709 (33.)   |
| 06   | Shinji Nakano         | Prost-Mugen-Honda | 54     | 1      | + 36,701    | 19    | 1:22,077 (48.)   |
| 07   | David Coulthard       | McLaren-Mercedes  | 54     | 2      | + 37,753    | 05    | 1:19,635 (37.)   |
| 08   | Pedro Diniz           | Arrows-Yamaha     | 53     | 1      | + 1 Runde   | 16    | 1:22,434 (34.)   |
| 09   | Damon Hill            | Arrows-Yamaha     | 53     | 3      | + 1 Runde   | 15    | 1:22,435 (06.)   |
| 10   | Gianni Morbidelli     | Sauber-Petronas   | 53     | 2      | + 1 Runde   | 18    | 1:22,659 (32.)   |
| 11   | Olivier Panis         | Prost-Mugen-Honda | 51     | 3      | DNF         | 10    | 1:20,945 (47.)   |
| –    | Mika Salo             | Tyrrell-Ford      | 46     | 3      | DNF         | 17    | 1:21,622 (24.)   |
| –    | Jos Verstappen        | Tyrrell-Ford      | 42     | 1      | DNF         | 14    | 1:21,902 (21.)   |
| –    | Alexander Wurz        | Benetton-Renault  | 35     | 1      | DNF         | 11    | 1:21,048 (25.)   |
| –    | Rubens Barrichello    | Stewart-Ford      | 33     | 2      | DNF         | 03    | 1:22,366 (26.)   |
| –    | Jarno Trulli          | Minardi-Hart      | 32     | 0      | DNF         | 20    | 1:22,712 (29.)   |
| –    | Ralf Schumacher       | Jordan-Peugeot    | 14     | 0      | DNF         | 07    | 1:22,372 (14.)   |
| –    | Ukyō Katayama         | Minardi-Hart      | 5      | 0      | DNF         | 22    | 1:24,294 (05.)   |
| –    | Jacques Villeneuve    | Williams-Renault  | 1      | 0      | DNF         | 02    | 1:28,356 (01.)   |
| –    | Mika Häkkinen         | McLaren-Mercedes  | 0      | 0      | DNF         | 09    | –                |
| –    | Eddie Irvine          | Ferrari           | 0      | 0      | DNF         | 12    | –                |
| –    | Jan Magnussen         | Stewart-Ford      | 0      | 0      | DNF         | 21    | –                |

## WM-Stände nach dem Rennen
Die ersten sechs des Rennens bekamen 10, 6, 4, 3, 2 bzw. 1 Punkt(e).

### Fahrerwertung
| Pos. | Fahrer                | Konstrukteur      | Punkte |
| ---- | --------------------- | ----------------- | ------ |
| 01   | Michael Schumacher    | Ferrari           | 37     |
| 02   | Jacques Villeneuve    | Williams-Renault  | 30     |
| 03   | Olivier Panis         | Prost-Mugen-Honda | 15     |
| 04   | Eddie Irvine          | Ferrari           | 14     |
| 05   | David Coulthard       | McLaren-Mercedes  | 11     |
| 06   | Heinz-Harald Frentzen | Williams-Renault  | 13     |
| 07   | Jean Alesi            | Benetton-Renault  | 13     |
| 08   | Gerhard Berger        | Benetton-Renault  | 10     |
| 09   | Mika Häkkinen         | McLaren-Mercedes  | 10     |
| 10   | Giancarlo Fisichella  | Jordan-Peugeot    | 8      |
| 11   | Johnny Herbert        | Sauber-Petronas   | 7      |
| 12   | Rubens Barrichello    | Stewart-Ford      | 6      |

| Pos. | Fahrer            | Konstrukteur      | Punkte |
| ---- | ----------------- | ----------------- | ------ |
| 13   | Ralf Schumacher   | Jordan-Peugeot    | 4      |
| 14   | Mika Salo         | Tyrrell-Ford      | 2      |
| 15   | Nicola Larini     | Sauber-Petronas   | 1      |
| 16   | Shinji Nakano     | Prost-Mugen-Honda | 1      |
| 17   | Jan Magnussen     | Stewart-Ford      | 0      |
| 18   | Jos Verstappen    | Tyrrell-Ford      | 0      |
| 19   | Jarno Trulli      | Minardi-Hart      | 0      |
| 20   | Damon Hill        | Arrows-Yamaha     | 0      |
| 21   | Ukyō Katayama     | Minardi-Hart      | 0      |
| 22   | Pedro Diniz       | Arrows-Yamaha     | 0      |
| 23   | Gianni Morbidelli | Sauber-Petronas   | 0      |
| –    | Alexander Wurz    | Benetton-Renault  | 0      |

### Konstrukteurswertung
| Pos. | Konstrukteur      | Punkte |
| ---- | ----------------- | ------ |
| 01   | Ferrari           | 51     |
| 02   | Williams-Renault  | 43     |
| 03   | Benetton-Renault  | 23     |
| 04   | McLaren-Mercedes  | 21     |
| 05   | Prost-Mugen-Honda | 16     |
| 06   | Jordan-Peugeot    | 12     |

| Pos. | Konstrukteur    | Punkte |
| ---- | --------------- | ------ |
| 07   | Sauber-Petronas | 8      |
| 08   | Stewart-Ford    | 6      |
| 09   | Tyrrell-Ford    | 2      |
| 10   | Minardi-Hart    | 0      |
| 11   | Arrows-Yamaha   | 0      |
| –    | Lola-Ford       | 0      |